# Pinyin
Hànyǔ Pīnyīn (en chino simplificado, 汉语拼音), comúnmente llamado pinyin, es el sistema de transcripción del chino mandarín más utilizado. Fue desarrollado en la década de 1950 por lingüistas de la República Popular China para superar los complejos e inexactos sistemas de transcripción del chino anteriores y fue adoptado por la ISO y la ONU en los 80.
Para representar la compleja fonología del chino estándar el pinyin se vale de todas las letras del alfabeto latino básico (excepto la V) más cuatro dígrafos (sh, ch, zh, ng) y la u con diéresis (ü), además de cuatro acentos (ō, ó, ǒ, ò) que sirven para marcar los tonos del chino. El sistema pinyin también dicta normas sobre el uso de mayúsculas y la separación de palabras.
Para el oyente hispanohablante, el uso de las vocales ⟨a,o,u⟩ es similar, pero ⟨e⟩ suena más oscura, ⟨i⟩ representa dos íes diferentes según la consonante, mientras que ⟨ü,ju,qu,xu,yu⟩ representan la u francesa. En las consonantes hay aún más divergencia. Algunas diferencias notables son que ⟨b,d,g⟩ representan los sonidos hispanos p, t, k, mientras que ⟨p,t,k⟩ representan esos mismos sonidos pero con aspiración. También contrastan el par ⟨c,z⟩, que suenan como /ts/ (con y sin aspiración), así como los pares ⟨ch,zh⟩ y ⟨q,j⟩, que son sonidos africados que recuerdan a la /ch/ del español. Los sonidos que representan ⟨x⟩ y ⟨r⟩ no existen en español. Estas y otras diferencias hacen que el pinyin requiera estudio para poder pronunciarse correctamente.

## Letras

### Iniciales
| b p m f | d t n l | g k h | j q x | zh ch sh r | z c s |

Según el esquema oficial de Hanyu Pinyin, hay un total de 21 letras o dígrafos para consonantes iniciales.
La pronunciación del pinyin a menudo confunde a los hispanohablantes, como a hablantes de otras lenguas, porque en muchos casos las letras del pinyin no se corresponden con su sonido en español.
| Letra                                             | Comparación con el español | Aspiración | Ejemplo                                           |
| Consonantes oclusivas con contraste de aspiración | Consonantes oclusivas con contraste de aspiración | Consonantes oclusivas con contraste de aspiración | Consonantes oclusivas con contraste de aspiración |
| ------------------------------------------------- | --- | --- | ------------------------------------------------- |
| b                                                 | Como el sonido de la P | no aspirada | 邦 bāngⓘ                                          |
| p                                                 | Como el sonido de la P | aspirada | 旁 pángⓘ                                          |
| d                                                 | Como la T | no aspirada | 蛋 dànⓘ                                           |
| t                                                 | Como la T | aspirada | 炭 tànⓘ                                           |
| g                                                 | Como la K | no aspirada | 干 gānⓘ                                           |
| k                                                 | Como la K | aspirada | 口 kǒuⓘ                                           |
| Consonantes africadas con contraste de aspiración | | |                                                   |
| z                                                 | Como ts en tsunami | no aspirada | 早 zǎoⓘ                                           |
| c                                                 | Como ts en tsunami | aspirada | 草 cǎoⓘ                                           |
| zh                                                | Como una ch retrofleja o ч en ruso | no aspirada | 之 zhīⓘ                                           |
| ch                                                | Como una ch retrofleja o ч en ruso | aspirada | 吃 chīⓘ                                           |
| j                                                 | Como una "ch", con una pronunciación palatal suave | no aspirada | 叫 jiàoⓘ                                          |
| q                                                 | Como una "ch", con una pronunciación palatal suave | aspirada | 去 qùⓘ                                            |
| Otras consonantes sin contraste de aspiración     | | |                                                   |
| s                                                 | Como la S | Como la S | 私 sīⓘ                                            |
| sh                                                | Similar a la sh inglesa pero retrofleja, o como ш en ruso | Similar a la sh inglesa pero retrofleja, o como ш en ruso | 矢 shǐⓘ                                           |
| x                                                 | Similar a la sh inglesa, pero con una pronunciación palatal suave | Similar a la sh inglesa, pero con una pronunciación palatal suave | 小 xiǎoⓘ                                          |
| r                                                 | En posición inicial de la sílaba, algunos hablantes pronuncian como [ɻ] (una aproximante retrofleja), y algunos otros como [ʐ] (una fricativa retrofleja sonora, como una j en francés portugués retrofleja o ж en ruso). | En posición inicial de la sílaba, algunos hablantes pronuncian como [ɻ] (una aproximante retrofleja), y algunos otros como [ʐ] (una fricativa retrofleja sonora, como una j en francés portugués retrofleja o ж en ruso). | 日 rìⓘ                                            |
| m                                                 | Como la M | Como la M | 明 míngⓘ                                          |
| n                                                 | Como la N | Como la N | 泥 níⓘ                                            |
| f                                                 | Como la F | Como la F | 非 fēiⓘ                                           |
| l                                                 | Como la L | Como la L | 来 láiⓘ                                           |
| h                                                 | Como la J del español | Como la J del español | 火 huǒⓘ                                           |

### Finales
|                        | ⁠a  | ⁠o  | ⁠e  | ⁠ei  | ⁠ai  | ⁠ao  | ⁠ou  | ⁠an  | en  | ⁠ ang | ⁠eng  | ong  |
| i⁠                      | ia |    | ⁠ie |     |     | iao | iou | ian | ⁠in  | ⁠iang | ⁠ing  | iong |
| u                      | ua | ⁠uo |    | ⁠uai | ⁠uei |     |     | ⁠uan | uen | uang | ueng |      |
| ⁠⁠ü                      |    |    | ⁠üe |     |     |     |     | ⁠üan | ⁠ün  |      |      |      |
| Alófono Cambio Omisión |    |    |    |     |     |     |     |     |     |      |      |      |

Las letras vocales del pinyin, al contrario que las consonantes, no se pronuncian siempre igual y pueden cambiar mucho según la consonante y la vocal que las acompañe. Las letras vocales no se pueden combinar libremente, sino que junto a -n y -ng componen 38 posibles finales de sílaba. Adicionalmente, también existe el final en -r. 
En la siguiente tabla se muestran las letras usadas para representar los finales y una descripción de su sonido seguido de las excepciones.
| Letra               | Descripción                                                                             | Ejemplos        |
| ------------------- | --------------------------------------------------------------------------------------- | --------------- |
| a                   | Como la A del español en la mayoría de los casos                                        | 家 jiāⓘ         |
| a                   | De forma abierta posterior [ɑ] cuando va antes de -ng o de -o (-ang, -ao, -iao, -iang)  | 忙 mángⓘ        |
| a                   | De forma semiabierta anterior [æ] o [ɛ] después de i y antes de -n (-ian, -üan)         | 甜 tiánⓘ        |
| e                   | Como la E del español solo cuando va antes o después de i                               | 别 biéⓘ         |
| e                   | De forma semicerrada posterior [ɤ] cuando va sola                                       | 格 géⓘ          |
| e                   | De forma media central [ə] antes de -n y -ng                                            | 冷 lěngⓘ        |
| i                   | Como la I del español en la mayoría de los casos                                        | 你 nǐⓘ          |
| i                   | Cambia a rima vacía, un sonido breve y fricativo [ɨ], después de zh, ch, sh, z, c, s, r | 子 ziⓘ          |
| o                   | Como la O del español en la mayoría de los casos                                        | 我 wǒⓘ          |
| o                   | De forma más cerrada [ʊ] antes de -ng                                                   | 中 zhōngⓘ       |
| u                   | Como la U del español en la mayoría de los casos                                        | 目 mùⓘ          |
| u                   | Cambia a ü después de j, q, x                                                           | 去 qùⓘ          |
| ü                   | Como Ü en alemán o U en francés [y]                                                     | 女 nǚⓘ          |
| Omisión de vocales  |                                                                                         |                 |
| iu                  | Después de consonante, se pronuncia -iou pero se escribe -iu                            | 留 liúⓘ         |
| ui                  | Después de consonante, se pronuncia -uei pero se escribe -ui                            | 龟 guīⓘ         |
| un                  | Después de consonante, se pronuncia -uen pero se escribe -un                            | 纯 chúnⓘ        |
| o                   | Después de b, p, m, f, en vez de -o se pronuncia -uo [ʷo]                               | 膜 móⓘ          |
| Semi-vocales        |                                                                                         |                 |
| y                   | Cuando una sílaba empieza por i sin consonante, se usa y                                | 移 yíⓘ 沿 yánⓘ  |
| w                   | Cuando una sílaba empieza por u sin consonante, se usa w                                | 无 wúⓘ 亡 wángⓘ |
| yu                  | Cuando una sílaba empieza por ü sin consonante, se usa yu                               | 鱼 yúⓘ 元 yuánⓘ |
| Consonantes finales |                                                                                         |                 |
| n                   | Como la N del español a final de sílaba                                                 | 繁 fánⓘ         |
| ng                  | Como la N de angosto                                                                    | 防 fángⓘ        |
| r                   | Véase erhua                                                                             | 而 ěrⓘ          |

Notas
1. La sílaba ㄦ se escribe como er, cuando se usa como rima final se escribe como r. Por ejemplo: 儿童 ertong y 花儿 huar.
2. Cuando e va sola, se escribe como ê.
3. Se permite una ortografía abreviada con caracteres especiales, sustituyendo ng, zh, sh, ch por ŋ, ẑ, ŝ, ĉ.

### Correspondencia con el AFI
|           |           | Labial | Alveolar | Retrofleja  | Alveolo-palatal | Velar  |
| --------- | --------- | ------ | -------- | ----------- | --------------- | ------ |
| Oclusiva  | No asp.   | b [p]  | d [t]    |             |                 | g [k]  |
| Oclusiva  | Aspirada  | p [pʰ] | t [tʰ]   |             |                 | k [kʰ] |
| Nasal     | Nasal     | m [m]  | n [n]    |             |                 |        |
| Africada  | No asp.   |        | z [ts]   | zh [ʈʂ]     | j [tɕ]          |        |
| Africada  | Aspirada  |        | c [tsʰ]  | ch [ʈʂʰ]    | q [tɕʰ]         |        |
| Fricativa | Fricativa | f [f]  | s [s]    | sh [ʂ]      | x [ɕ]           | h [x]  |
| Líquida   | Líquida   |        | l [l]    | r [ɻ] ~ [ʐ] |                 |        |

| Medial | ∅       | [ɨ] -⁠i    | [ɤ] e       | [ɛ] ê        | [a] a       | [ei̯] ei       | [ai̯] ai        | [ou̯] ou       | [au̯] ao        | [ən] en       | [an] an         | [aŋ] ang         | [əŋ] eng        | [ʊŋ] ⁠ong         | [ɚ] er |
| Medial | y⁠- -⁠i⁠-  | [i] yi -⁠i |             | [je] ye -⁠ie  | [ja] ya -⁠ia |               |                | [jou̯] you -⁠iu | [jau̯] yao -⁠iao | [in] yin -⁠in  | [jɛn] yan -⁠ian  | [jaŋ] yang -⁠iang | [iŋ] ying -⁠ing  | [yʊŋ] yong -⁠iong |        |
| Medial | w⁠- -⁠u⁠-  | [u] wu -⁠u | [wo] wo -⁠uo |              | [wa] wa -⁠ua | [wei̯] wei -⁠ui | [wai̯] wai -⁠uai |               |                | [wən] wen -⁠un | [wan] wan -⁠uan  | [waŋ] wang -⁠uang | [wəŋ] weng -⁠eng |                  |        |
| Medial | yu⁠- -⁠ü⁠- | [y] yu -⁠ü |             | [ɥe] yue -⁠üe |             |               |                |               |                | [yn] yun -⁠ün  | [ɥɛn] yuan -⁠üan |                  |                 |                  |        |

## Tonos
El chino mandarín es un idioma tonal. Los tonos se marcan mediante el uso de acentos gráficos sobre una vocal no medial.
| Acento | N.º | Tono                     | AFI | Ejemplo |
| ------ | --- | ------------------------ | --- | ------- |
| ā      | 1   | Alto y llano             | ˥   | bāⓘ     |
| á      | 2   | Alto ascendente          | ˧˥  | báⓘ     |
| ǎ      | 3   | Descendente y remontante | ˨˩˦ | bǎⓘ     |
| à      | 4   | Descendente y breve      | ˥˩  | bàⓘ     |
| a      | 0   | Neutro                   |     | baⓘ     |

Como muchos tipos de letra utilizados en un ordenador carecen de acentos como el macrón o el carón, una convención común es indicar el número correspondiente al tono justo después de cada sílaba (por ejemplo, tóng (tong con el tono ascendente) se escribiría tong2). El dígito se numera en el orden que se indica arriba, con una excepción: el «quinto tono», además de tener el número 5, puede no indicarse o indicarse con un 0, como en la partícula interrogativa ma0 (吗/嗎). 
Las vocales pinyin se ordenan en el siguiente orden: a, o, e, i, u, ü. En general, la marca tonal se coloca en la vocal que aparece antes en el orden indicado. Liú es una excepción superficial cuya auténtica pronunciación es lióu, y como la o precede a la i, se marca la óu (que se contrae a ú).

## Historia
El pinyin fue creado por el intelectual chino Zhou Youguang, llamado «el padre del Pinyin», como parte de un programa iniciado en la década de 1950 por el gobierno de China para convertir el mandarín en la lengua nacional de China, simplificar los caracteres e idear un nuevo alfabeto fonético. Zhou estaba trabajando en un banco de Nueva York cuando volvió a China para ayudar a reconstruir el país después de la victoria del Partido Comunista de China (PCCh) y su acceso al poder en 1949. Zhou fue profesor de economía en Shanghái. En el año 1954 el ministro de Educación de China creó el Comité para la Reforma de la lengua escrita china. Zhou trabajó en el desarrollo de un nuevo sistema caligráfico romanizado que permitió erradicar el analfabetismo en China; durante la Revolución Cultural, el pinyin fue abandonado y Zhou pasó dos años en un campo de labores forzosas.  Zhou señaló años después que no era el padre del pinyin. «Soy el hijo del pinyin, que es el resultado de una larga tradición que se inicia en los últimos años de la dinastía Qing. Hemos estudiado el trabajo hecho y lo hemos mejorado».

## Uso
La utilidad principal del pinyin es la transcripción del chino estándar al alfabeto latino. Al mismo tiempo trata de ser un sistema de escritura fonémico (una letra, o un dígrafo, por fonema) del chino mandarín.

### Anglófono
Debido a que el pinyin fue diseñado sobre todo para los angloparlantes, suele darse que "la pronunciación de una letra en pinyin no se corresponde con su sonido en español."  El pinyin es de más fácil uso a los anglohablantes que a quienes hablan español, a causa de sus orígenes en la lingüística inglesa.

### República de China
Taiwán ha estado en proceso de adoptar el pinyin. En sus escuelas primarias se ha utilizado el sistema zhuyin, y no hay un sistema de romanización oficial, a pesar de los múltiples esfuerzos. A finales de los noventa, el gobierno de Taiwán decidió reemplazar el sistema zhuyin por el sistema pinyin. Esto ha originado una discusión de qué sistema utilizar, si el hànyǔ pīnyīn o el tōngyòng pīnyīn.
Esta controversia es paralela con las tensiones políticas entre los partidarios de la independencia de Taiwán (que apoyan el uso del sistema tōngyòng pīnyīn) y los de la reunificación con China o mantenimiento del statu quo (partidarios del hànyǔ pīnyīn, el sistema utilizado en China continental).
En octubre de 2002, el gobierno de Taiwán eligió el sistema tōngyòng pīnyīn como oficial. Sin embargo, los gobiernos locales tienen derecho a elegir si aplican o no esta orden administrativa en su territorio, y las localidades bajo el mando del Kuomintang han elegido utilizar el sistema hànyǔ pīnyīn.

### Mandarín y uso escolar
El objetivo principal del pinyin en las escuelas chinas es enseñar la pronunciación del mandarín (lengua oficial de China) a hablantes de otras lenguas chinas. Dado que no todos los chinos hablan mandarín como lengua materna, algunos niños aprenden su pronunciación en la escuela, con ayuda del pinyin.